# Hometown (Virginie-Occidentale)
Pour l’article homonyme, voir Hometown (Illinois).
Hometown est une census-designated place située dans le comté de Putnam, dans l’État de Virginie-Occidentale, aux États-Unis. Lors du recensement de 2020, elle comptait 556 habitants.